# Ileoanaler Pouch
Der Ileoanale Pouch (von lateinisch Ileum: Hüftdarm, Anus: After, englisch pouch: Beutel, Tasche; IAP) ist ein Operationsverfahren, bei dem mit Anlage eines Reservoirs eine direkte Verbindung (Anastomose) zwischen dem letzten Abschnitt des Dünndarms (Ileum) und dem Anus geschaffen wird. Angewendet wird die Technik bei der Kolektomie, wie sie zum Beispiel bei der Colitis ulcerosa durchgeführt wird. Ziel der Anlage eines ileoanalen Pouches ist die Erhaltung der Kontinenz (willentliche Stuhlentleerung durch den natürlichen Darmausgang).
Zur Bildung eines Pouch wird künstlich aus Dünndarmschlingen ein geformtes Reservoir angelegt, das den überwiegend flüssigen Darminhalt des Dünndarms sammelt und die direkte Entleerung hinauszögert. Es gibt verschiedene Möglichkeiten den Pouch zu gestalten. Die technisch einfachste Anlage ist der so genannte J-Pouch, die heute als Standardverfahren gilt.

## Psychosozialer Aspekt
Trotz des entscheidenden Vorteils der Vermeidung eines dauerhaften künstlichen Dünndarmausgangs (Ileostoma) ist eine Pouch-OP ein schwerwiegender Eingriff, der weitgreifende Konsequenzen hat und neben der sorgfältigen Indikationsstellung eine spezielle Erfahrung des Chirurgen voraussetzt. Zur Vorbereitung gehört das Informationsgespräch mit dem operierenden Arzt ebenso wie Kontaktaufnahme mit Patienten, die sich bereits einer derartigen Operation unterzogen haben. Eine Kontaktmöglichkeit wird durch Vermittlung der Deutschen Morbus Crohn / Colitis ulcerosa Vereinigung – DCCV – e. V. in den entsprechenden Zentren gewährleistet.
Um sich bewusst zu der Operation entscheiden zu können, muss man von vornherein bedenken, dass sich die Entwicklung zur endgültigen Funktion des Pouches über zwölf Monate hinziehen kann.